# Carcasse de baleine
Vous lisez un « bon article » labellisé en 2016.

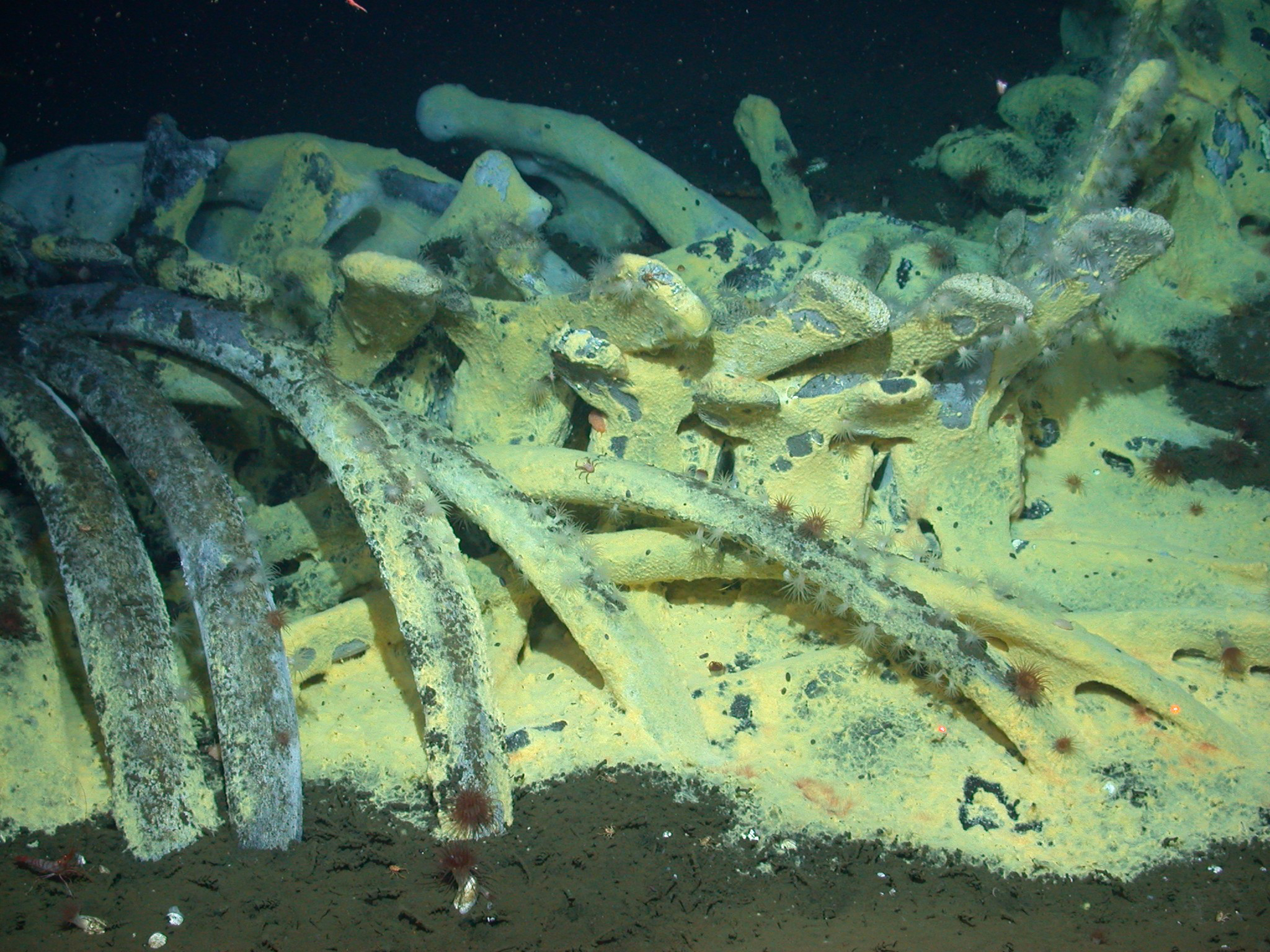
Communautés chimiotrophes sur la carcasse d'une baleine grise de 35 tonnes à 1674 m de profondeur dans le bassin de Santa Cruz., Californie, États-Unis.

Les carcasses de baleines sont les cadavres de baleines qui s'échouent sur les littoraux, se décomposent en flottant à la surface de la mer, ou dans la plupart des cas coulent vers le plancher océanique. Dans ce dernier cas, c'est l’équivalent de 2 000 ans d’apport en carbone organique qui se concentre sur environ 50 m2 de sédiments. Dans les années 1980, l'exploration sous-marine robotisée a pu confirmer que la décomposition de ces énormes charognes sur la plaine abyssale donne lieu à l'apparition d'écosystèmes pouvant durer une centaine d'années.
La communauté scientifique se doutait depuis longtemps que les carcasses de baleines qui coulaient dans les profondeurs constituaient une ressource alimentaire considérable pour certains animaux des grands fonds, mais elle ne s'attendait pas à y découvrir une faune aussi riche, dont des espèces vivant uniquement sur celles-ci et nulle part ailleurs. Au total, ce sont plus de 400 espèces animales différentes qui se nourriraient sur ces carcasses de grands cétacés.
Ces carcasses jouent un rôle important dans la dispersion des espèces dans les abysses et dans la pompe à carbone océanique. Mais du XVIIIe siècle jusqu'à la fin du XXe siècle la chasse industrielle à la baleine a considérablement réduit les effectifs de baleines provoquant en conséquence une raréfaction des carcasses sur le fond marin et la probable disparition de certaines espèces spécialisées.

## Baleines concernées

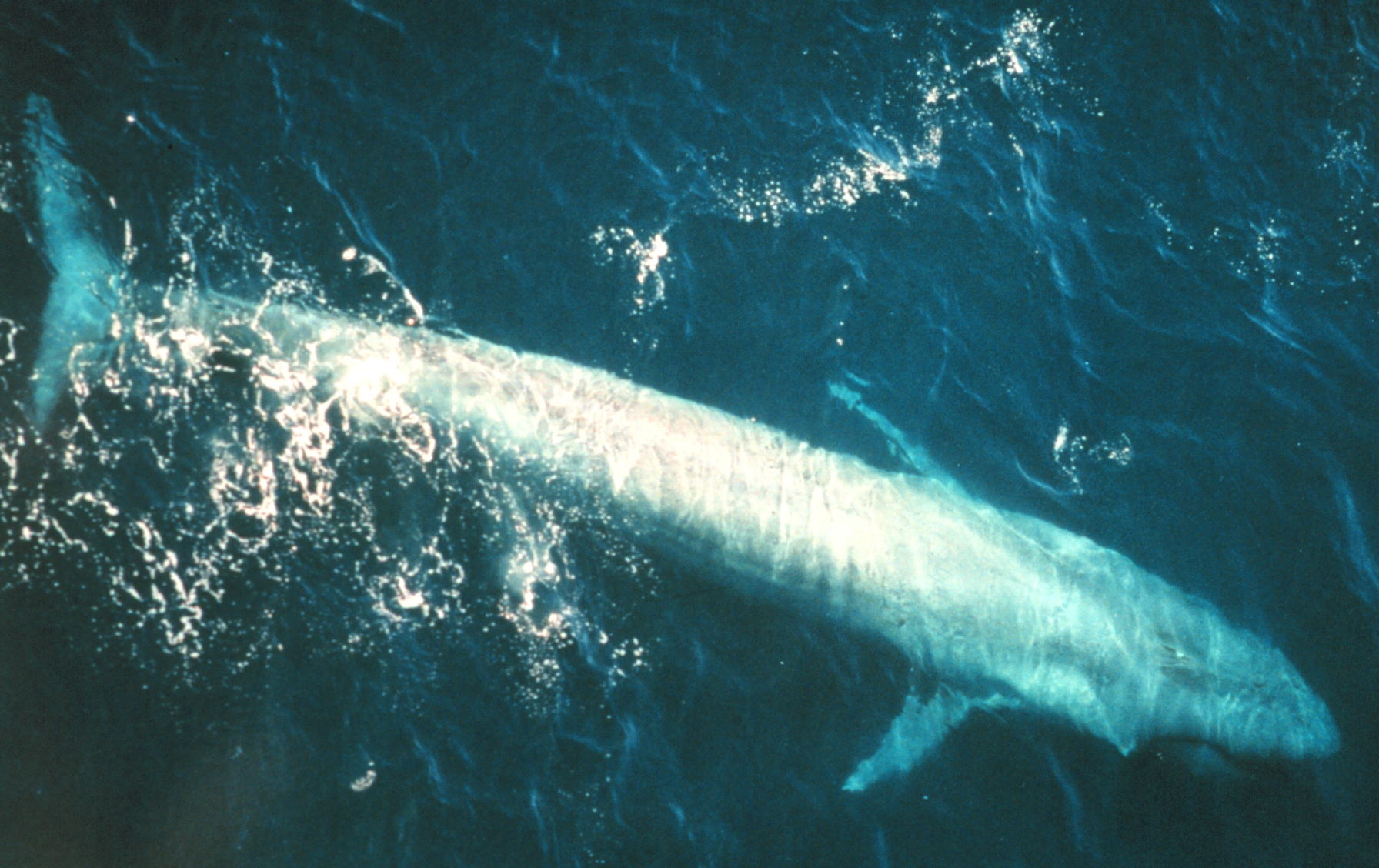
La baleine bleue pèse en moyenne 170 tonnes et mesure 30 mètres de longueur.

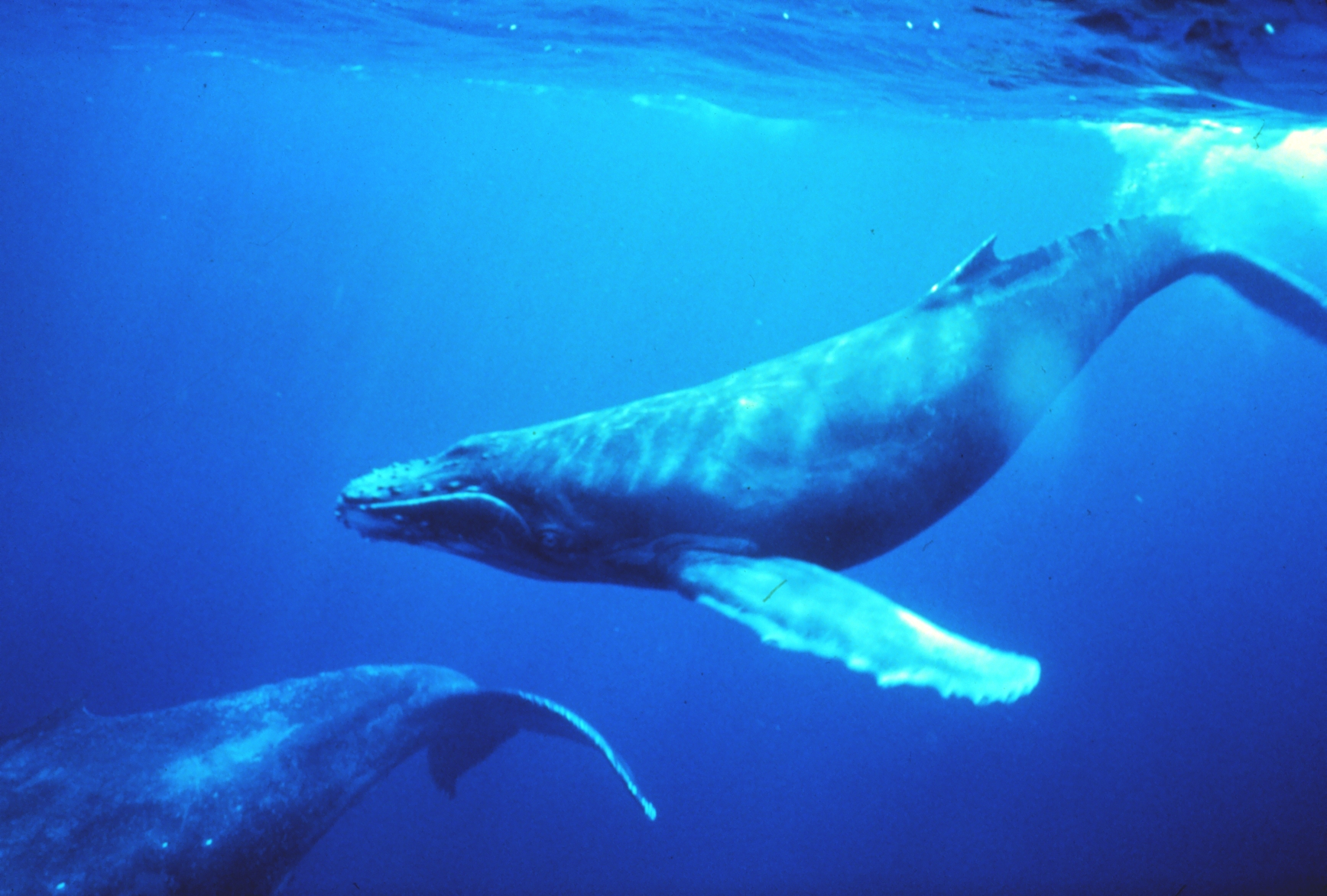
La baleine à bosse pèse en moyenne 25 tonnes.

Pour former un écosystème viable, il faut que la baleine soit suffisamment grande. Le squelette des grands cétacés est constitué à 60 % de graisses qui permettent d'optimiser la flottabilité, mais ce sont surtout les gros os, très riches en graisse, qui émettent suffisamment de sulfures pour les bactéries chimiosynthétiques. Les espèces susceptibles de générer un écosystème sur leur carcasse sont donc plutôt les Mysticètes (cétacés à fanons), et plus particulièrement ceux de grande taille comme la Baleine à bosse, la Baleine bleue ou le Rorqual commun. La seule grande espèce d'Ondotocètes (cétacés à dents) est le grand cachalot, qui a une densité plus faible que celle de l'eau et qui tend par conséquent à flotter à la surface une fois mort. Ainsi, il ne participe pas ou peu à la création d'écosystèmes éphémères.

## La chute

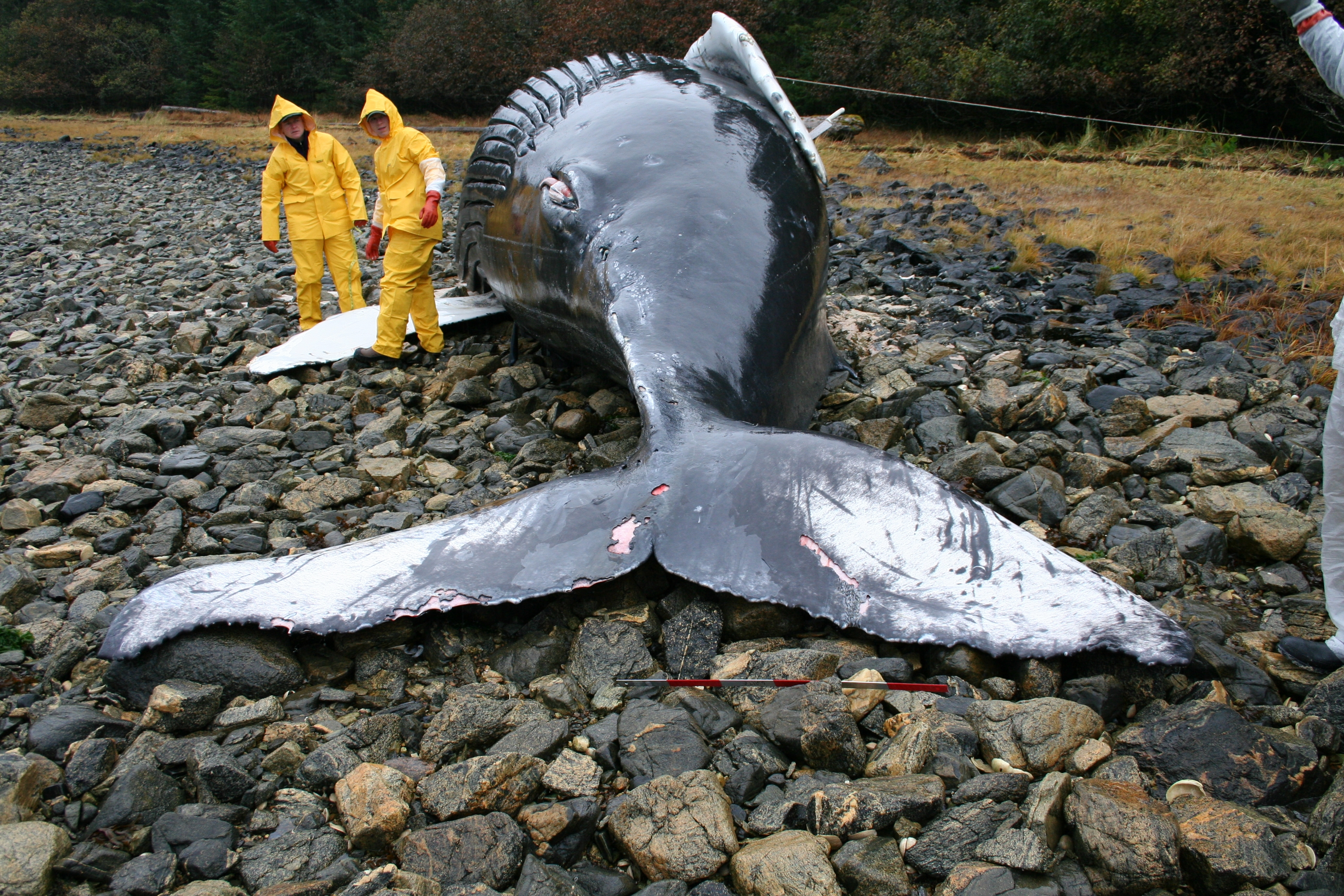
10 % des cadavres se décomposent en flottant à la surface de la mer ou s'échouent sur les plages, comme cette baleine à bosse dans le détroit Peril, îles Baranof, Alaska, États-Unis.

Les baleines comptent parmi les plus grandes espèces animales de la Terre et sont présentes dans tous les océans du globe. Malgré la chasse à la baleine qui a réduit leurs effectifs à un sixième de ce qu'il pouvait être avant l'apparition de cette pratique, leur nombre est estimé à au moins 2 millions d'individus, toutes espèces confondues. Chaque année, environ 69 000 grandes baleines meurent de faim ou de maladie : 10 % des cadavres se décomposent en flottant à la surface de la mer ou s'échouent sur les plages, alors que 90 % d'entre elles coulent et vont se déposer sur le fond des océans.
Les carcasses de baleines mortes en eaux peu profondes sont d'abord entamées par des animaux marins charognards : requins sous l'eau, mouettes et goélands en surface. Une grande partie de la chair est ensuite consommée sur une période de temps relativement courte, en quelques mois si la carcasse a coulé à une profondeur moyenne ou faible.
En eaux profondes (de 1 000 m et plus), les animaux se font plus rares et la carcasse peut alors devenir une source considérable de nutriments pour un écosystème complexe sur des périodes de plusieurs décennies.

## Découverte et étude
Les scientifiques se sont longtemps demandé de quoi se nourrissaient les animaux des grands fonds et ce que devenaient les carcasses de baleines. Le microbiologiste danois Auguste Crogue fut le premier à émettre l'hypothèse de ce phénomène, dans les années 1930. La première carcasse de baleine sur le plancher océanique fut découverte accidentellement par des biologistes marins en 1987, à l'aide du sous-marin Alvin dans le canyon de Monterey, en Californie du Sud à 1 240 m de profondeur. Sur une carcasse de baleine grise mesurant 20 m de long, les biologistes trouvèrent deux gastéropodes platelliformes et de grands bivalves dotés de symbiotes sulfo-oxydants produits par des bactéries sulfato-réductrices libres. Ce processus chimique n'avait alors été observé que lors de la récupération de la cargaison d'un cargo français, le François-Vieljeux, qui avait fait naufrage dans le golfe de Gascogne en mars 1979. La décomposition de la cargaison constituée de haricots, de tournesols et de balles de sisal a provoqué une intense activité bactérienne (sulfato-réductrices et sulfo-oxydantes), permettant l'implantation de populations denses de vestimentifères (Lamellibrachia barhami). Toujours en 1987, la marine américaine repérait huit squelettes de baleines alors qu'elle recherchait un missile perdu au large de la côte californienne. En utilisant un sonar à balayage latéral, il est possible d'examiner le fond de l'océan afin de repérer les agrégations importantes de matières typiques des carcasses de baleines.
Ces découvertes incitèrent des chercheurs à déposer sur le fond des océans des carcasses de baleines qui se sont échouées sur les littoraux, pour ensuite pouvoir les étudier sur une longue période sans avoir à parcourir des longues distances. Une bonne vingtaine de carcasses furent ainsi coulées dans le monde à proximité des côtes.
Le biologiste Craig Randall Smith étudie ce type d'écosystème et dirige plusieurs expéditions pour déterminer l'importance des carcasses des baleines dans l'écologie des abysses, à bord du navire océanographique Western Flyer. Ce navire est équipé d'un modèle unique de ROV (« véhicule commandé à distance ») : un petit sous-marin télécommandé Tiburon, capable de plonger à 4 000 m de profondeur et d'y évoluer pendant des heures alimenté grâce à l'énergie électrique que lui fournit son navire de support. Il est équipé de trois caméras vidéos HD et d'un bras articulé capable d'effectuer des manipulations de haute précision.

## Utilité et ancienneté

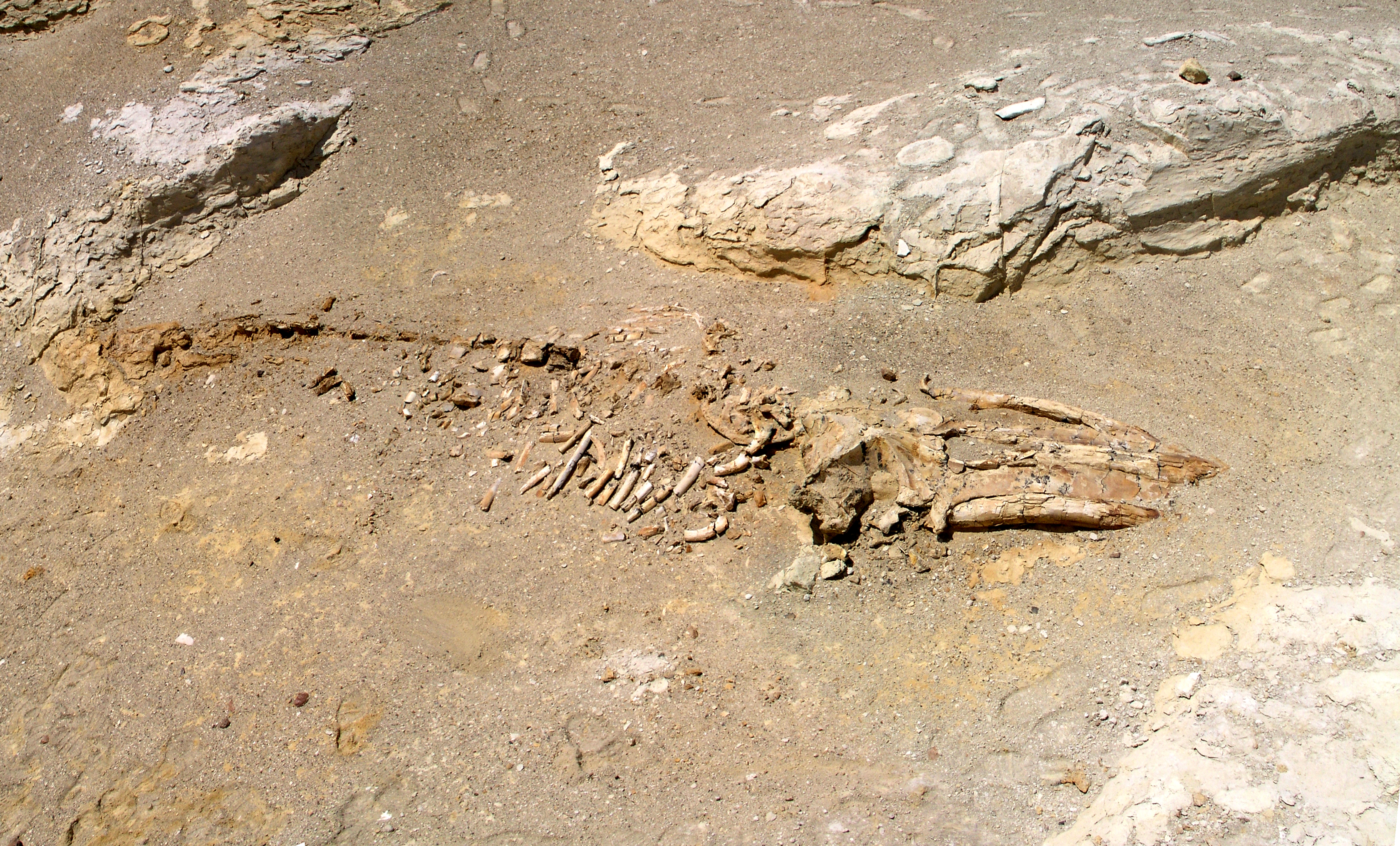
Squelette de baleine en connexion (Miocène) dans le désert côtier d'Ica au Pérou.

Les communautés des carcasses, des suintements froids et des monts hydrothermaux ont de nombreux points communs. Ainsi, les scientifiques supposent que certaines espèces d'animaux abyssaux se servent de ces carcasses pour étendre leur aire de répartition et ainsi coloniser d'autres sites. Étant donné que la mort des cétacés se produit à des endroits très aléatoires, les carcasses sont disséminées sur le fond marin, telles des oasis de nutriments sur l'immensité désertique de la plaine abyssale, avec un espacement moyen estimé à 25 km. La parenté évolutive des espèces est telle qu'elle aurait au moins une origine évolutive commune, mais le peu d'espèces communes laisse penser qu'il s'agit d'une relation très ancienne. Les premiers fossiles de carcasses de baleine datent de la fin de l'Éocène et l'Oligocène (34 à 23 millions d'années) à Washington et à partir du Pliocène en Italie. Des palourdes non-chimiosynthétiques ont habité dans le même environnement, en effet, la chimiosynthèse chez ces animaux semble être apparue au Miocène (23 à 5 millions d'années) en Californie et au Japon. Sans doute parce que la taille des baleines, donc la teneur en lipides des os, était trop faible. Mais des empreintes d'organismes semblables aux vers-zombies ainsi que des morsures de requins proches des requins dormeurs ont été trouvées sur des fossiles datant de l'Oligocène inférieur (34 à 28 millions d'années).

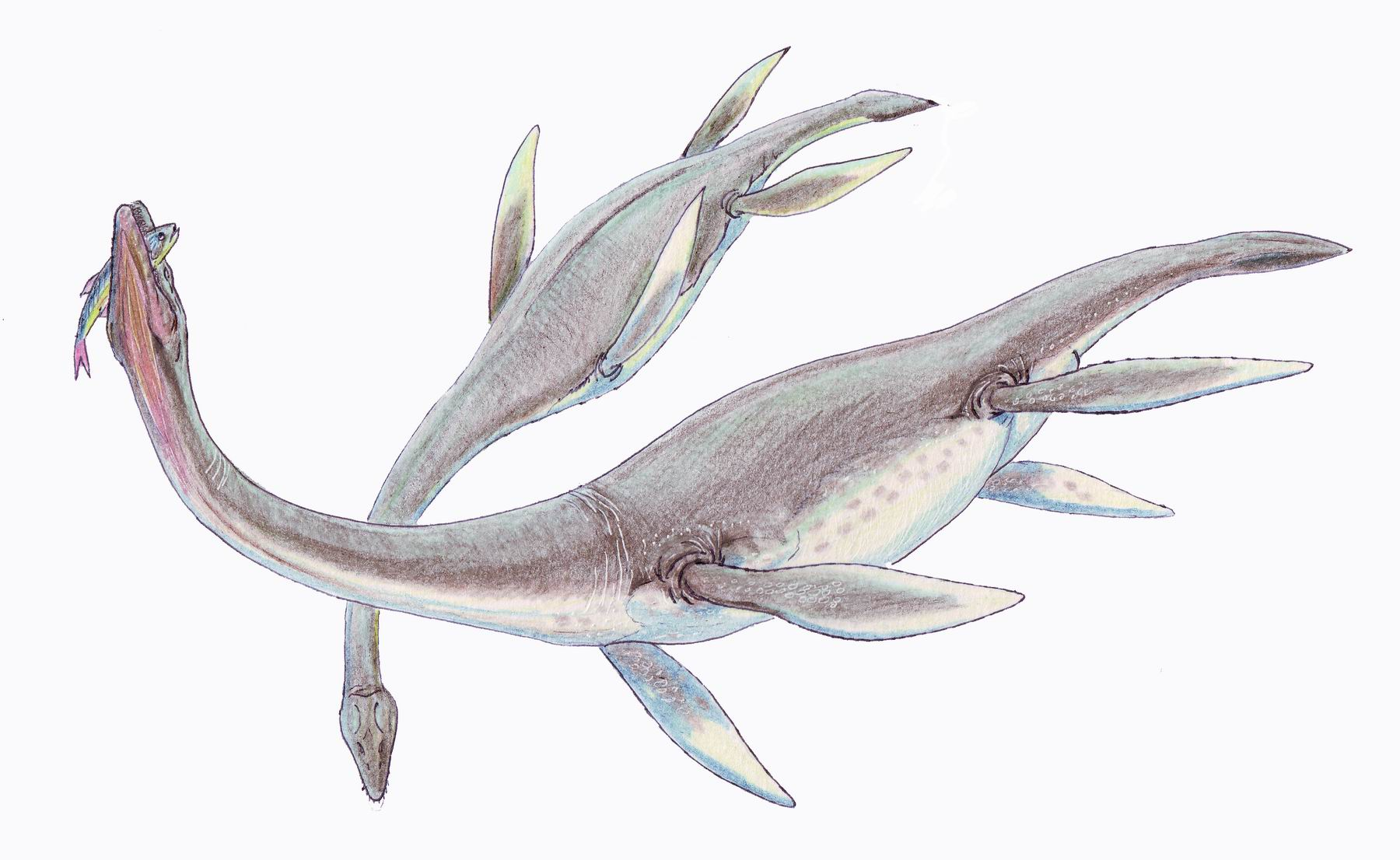
Les carcasses des reptiles marins, comme les plésiosaures, ont pu jouer le même rôle que celles des baleines.

La découverte de patelles chimiosynthétiques du genre Osteopelta dans un os de tortue datant de l'Éocène en Nouvelle-Zélande indique que ces animaux sont antérieurs aux baleines et vivaient probablement sur les os des grands reptiles marins du Mésozoïque (252 à 66 millions d'années). En effet, on a pu observer que cette faune exploitant les restes de baleine n'est pas spécialisée sur un type d'os, en immergeant des cadavres de quadrupèdes. Les grands reptiles marins comme les plésiosaures et les mosasaures, qui atteignaient des tailles comparables à celles des baleines (15 à 20 m) et les grands poissons ont pu jouer le rôle des baleines notamment durant le Crétacé supérieur (100 à 66 millions d'années), en témoignent des fossiles de plésiosaures accompagnés de nombreux petits mollusques voisins des espèces actuelles. Les patelles peuvent avoir survécu dans les suintements froids, le bois mort et les fumeurs noirs en attendant les 20 millions d'années entre l'extinction des dinosaures et l'émergence des baleines. Ou alors ces fossiles représentent un préalable, sans descendance, et les patelles d'aujourd'hui ont évolué indépendamment. Mais toutes ces hypothèses sont controversées notamment à cause du fait que d'autres relais possibles existent d'après la génétique moderne et des fossiles plus anciens,.
La nécromasse que constituent les carcasses de baleine s'ajoute à celle de la « neige marine » constituée par la pluie de cadavres, excréments et excrétas provenant des poissons et du plancton des couches supérieures des océans, jouant un rôle important dans la pompe à carbone océanique.

## Répartition géographique
Les baleines effectuent de grandes migrations, ainsi leurs carcasses sont plus concentrées sur ces routes que dans les zones peu productives de l'océan. Cet écosystème pouvant durer plusieurs dizaines d'années, le cumul des carcasses disponibles sur le fond océanique est estimé à au moins 600 000. L'espacement entre chaque carcasse est estimé à 25 km en moyenne à l'échelle globale, alors qu'au moins une carcasse reposerait sur les fonds tous les 16 km sur la route de migration des baleines grises, entre l'Alaska et le Mexique.

## Décomposition

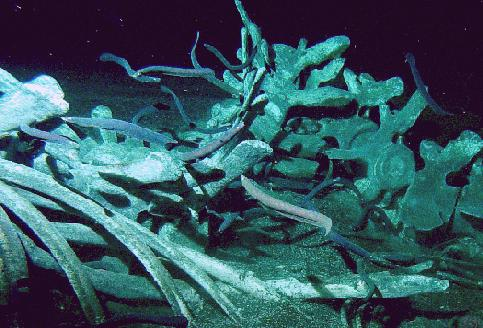
Le squelette d'une baleine grise de 13 m de long pour 35 t, trouvée sur le plancher océanique de la côte du Sud-Est de la Floride (États-Unis) à environ 1700 m de profondeur. On distingue des myxines et des milliers d'amphipodes ainsi que de jeunes palourdes.

La décomposition de la baleine se déroule en quatre stades se chevauchant sur une période de cent ans pour les plus gros spécimens.

### Repérage de la carcasse
Dans l'immensité du désert abyssal, il peut paraître difficile à un charognard mobile de repérer une carcasse de baleine. Les biologistes avancent plusieurs théories sur cette question. En tombant sur le sol, la gigantesque carcasse de baleine émettrait une telle onde de choc, que les animaux se trouvant dans un rayon de plusieurs kilomètres la sentiraient. Ils tenteraient alors de localiser la carcasse en se rapprochant du point d'origine de l'onde de choc.
Les biologistes supposent également que le nuage d'odeurs émis par la carcasse se déplace en forme d'entonnoir avec la colonne d'eau. Les charognards qui dérivent sur le fond détectent alors ce nuage et se mettent à le remonter en le parcourant de droite à gauche, jusqu'à trouver la carcasse.

### Stade des charognards mobiles

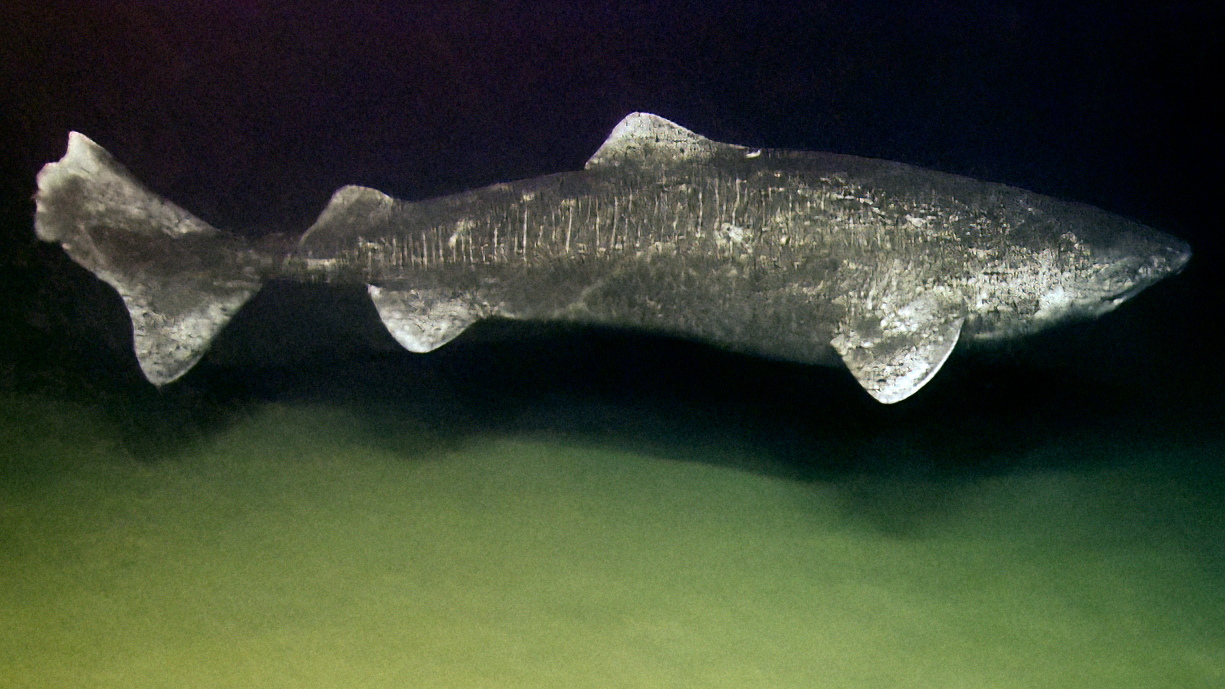
Les requins du Groenland prélèvent de grandes quantités de chair.

Le stade des charognards mobiles a lieu moins de 24 heures après la chute d'une carcasse de baleine. Ces charognards sont dits « mobiles », car ils errent dans les abysses en allant de carcasse en carcasse. Ils prélèvent de 40 à 60 kg de chairs et de tissus mous chaque jour entre 1 000 ou 2 000 m de profondeur.
Ce premier stade de décomposition se caractérise par une très forte densité de population, mais également par une faible diversité des espèces. Seule une quarantaine d'espèces de poissons abyssaux, de crustacés et de mollusques profitent de cette manne de matière organique.
Les plus grands d'entre eux sont des requins dormeurs qui prélèvent de grandes quantités de chair à chaque bouchée. Des centaines de myxines pénètrent dans le corps de la charogne en trouant sa peau, puis raclent le corps de l'intérieur tout en absorbant les nutriments par leur peau : la carcasse paraît donc perforée de toutes parts. Les nuées d'amphipodes et de copépodes sont les plus gros consommateurs en termes de volume : ils participent à la perforation de la chair, facilitant ainsi l’accès aux muscles et à la graisse pour les autres prédateurs. Car ces petits crustacés profitent de cette occasion pour se reconstituer des réserves, pouvant ainsi jeûner pendant presque deux ans, mais ils subissent une importante prédation, notamment par les crabes et les poissons opportunistes, comme les grenadiers,.
Lors de ces importants prélèvements, de nombreux résidus et déjections tombent autour de la carcasse, enrichissant de manière significative les sédiments environnants en matières organiques. Toute une faune de charognards immobiles commence à s'installer sur ces derniers. Mais ce cercle ne mesure pas plus d'une dizaine de mètres et l'enrichissement s'atténue rapidement avec l'éloignement. Ce processus d'écharnage peut durer plusieurs mois selon la taille du cétacé, jusqu'à ce que la couche de chair devienne si fine que les charognards mobiles ne puissent plus s'en nourrir.

### Stade des charognards immobiles

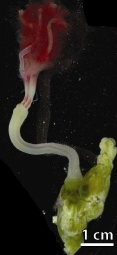
Les vers osedax sont hautement spécialisés pour se nourrir des carcasses.

Le stade des charognards immobiles peut durer de 4 mois à 5 ans selon la taille de la carcasse. Au terme de cette période, il ne reste en général que les os de la baleine. La décomposition se poursuit à petite échelle, les organismes vivants consomment les quelques restes de tissus mous et entament les os. La carcasse et les sédiments environnants constituent un support et un habitat pour une multitude d'espèces avec parfois des densités de plus de 40 000 individus par mètre carré, soit la plus forte pour les écosystèmes abyssaux. Elle est principalement réalisée par des espèces présentes nulle part ailleurs, dont la plupart ne sont pas connues ou étudiées.
L'écosystème se complexifie avec des réseaux trophiques interdépendants comportant des vers, des amphipodes, des échinodermes, des décapodes, des mollusques et des poissons. Parmi les vers, ce sont majoritairement des vers polychètes et des nématodes. Parmi les vers polychètes, les vers osedax sont les plus spécialisés. Ce ver, dépourvu d'estomac et de bouche et mesurant 2 cm de long, s'enracine sur son substrat et puise ses nutriments grâce à des colonies de bactéries spécialisées dans la dégradation des composés organiques complexes. Il perfore les os du squelette avec des structures en forme de racine pour se nourrir de la moelle. Un panache terminal analogue à des branchies lui permet de capter le peu d'oxygène présent dans son milieu.
Les sédiments autour de la baleine sont si riches que la faune s'épanouit à même le sol. De nombreux concombres de mer consomment ces sédiments riches, notamment les scotoplanes qui peuvent atteindre des densités de 60 à 90 individus par mètre carré. Ils étalent les nutriments et facilitent l’implantation d’autres espèces, évitant ainsi l’accumulation de matière organique en décomposition.
Quelques crustacés et poissons sont aussi présents sur le site. La carcasse leur fournit un abri et une source de nourriture non négligeable dans le désert des abysses. À l'issue de ce stade, il ne reste que le squelette de la baleine qui se couvre progressivement d'un épais tapis bactérien.

### Stade sulfophylique

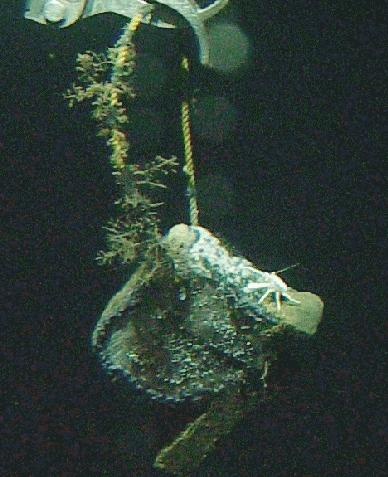
Un os de baleine récupéré sur le fond du bassin de l'île Santa Catalina (Californie, États-Unis) cinq ans après sa mise en place expérimentale. Un tapis de bactéries blanches et un crabe galathée sont présents sur l'os. Des hydrozoaires se sont installés sur la corde jaune fixée à l'os.

Lorsque commence le stade sulfophylique ou stade du soufre, qui dure jusqu'à 50 ans, la majorité des os de taille modeste ont déjà complètement disparu. Il ne reste que les plus grosses vertèbres et la tête, très riches en graisses. Le processus de décomposition se poursuit mais très lentement, jusqu'à la dernière poussière, qui disparaît environ 90 ans après la chute de la carcasse. La dégradation des lipides par les bactéries provoque une raréfaction de l'oxygène ambiant et une importante production de sulfure d'hydrogène, dit aussi hydrogène sulfuré (H2S). En raison de sa toxicité, seules les bactéries chimiosynthétiques résistantes survivent.
C'est une nouvelle faune spécialisée, dite « sulfophiles », qui s'installe sur et autour de la carcasse. Des communautés de plusieurs milliers d'individus de bivalves (clams et moules) et de vers colonisent le milieu. Ces espèces vivent en symbiose avec des bactéries qui transforment l’hydrogène sulfuré en soufre organique et nutritif. Ainsi, c'est une chaîne alimentaire complexe, comprenant plusieurs centaines d'espèces animales, qui se forme au cours de ce stade. La plupart de ces espèces sont hautement spécialisées et accomplissent l'intégralité de leur cycle biologique grâce aux carcasses,.
Les os sont recouverts d'un épais tapis de bactéries, dont la plupart utilisent comme source d'énergie le sulfure d'hydrogène produit par les bactéries qui décomposent les graisses à l'intérieur de l'os. Il constitue le premier maillon de la chaîne alimentaire qui se développe autour de l'os, et qui est spécifique aux abysses : c'est la chimiosynthèse. Cette réaction chimique n'est possible que sur les os de baleine qui sont suffisamment massifs et riches en graisses pour permettre à la vie de s'y développer. Ce stade peut durer entre 50 et 100 ans.

### Stade récifal
Le stade récifal débute lorsque les réserves nutritionnelles des os, comme les lipides, sont pratiquement épuisées. Les restes servent alors de support aux espèces filtreuses comme les actinies, de la même manière qu'un récif artificiel.

## Faune

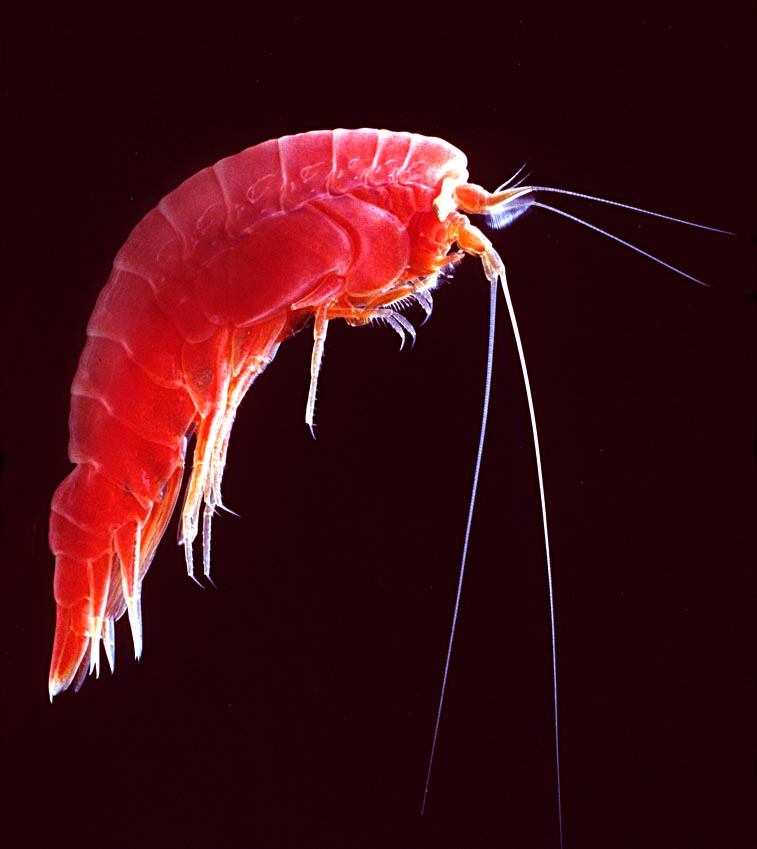
Un amphipode géant.

Parmi les organismes de la faune abyssale les plus courants sur les carcasses de baleines se trouvent :
- poissons abyssaux : requins dormeurs, grenadiers, chimères, limaces de mer, morues et donzelles
- myxines,
- galatheidés,
- crevettes,
- amphipodes, isopodes et copépodes
- homards,
- crabes (crabes royaux, — Munidopsis —, crabe des neiges)
- concombres de mer (scotoplanes),
- limaces de mer
- poulpes,
- palourdes,
- polychètes : ver osedax, Vryenkoekia balaenophilia

Les carcasses de baleine sont souvent habitées par de grandes colonies de vers tubulaires. Plus de 30 espèces précédemment inconnues ont été découvertes dans ce type d'écosystème.

## Un écosystème des abysses
La formation de cet écosystème montre qu'il existe d'autres voies possibles pour le développement de la vie dans les profondeurs abyssales. Il présente de nombreuses similitudes avec l'écosystème des sites hydrothermaux : ils fonctionnent tous deux grâce à la chimiosynthèse et sont temporaires. Mais les baleines grandissent en surface, donc l'énergie que représente leur cadavre est très différente de celle présente dans les sources hydrothermales,.
Il existe des écosystèmes semblables fondés sur la chute de grandes quantités de nutriments vers les fonds océaniques : les forêts sous-marines de varech peuvent être arrachées pendant d'importantes tempêtes et sombrer lentement vers le fond.

## Les carcasses de baleines et l'Homme

### Chaîne alimentaire parfois polluée
Les baleines à dents (cachalots, dauphins, orques et marsouins) sont situés à la fin de la chaîne alimentaire et font partie des espèces les plus chargées en polluants, en particulier les métaux lourds. Les baleines à fanons, qui se nourrissent de plancton, sont moins contaminées.
Les carcasses sont notamment chargées de mercure, en particulier sous forme de méthylmercure très bioaccumulable en mer. Les cétacés (de même que les phoques et otaries) présentent des taux élevés de dioxines, PCB et pesticides, le plus souvent accumulés dans les matières grasses qui sont abondantes chez les cétacés. Ceci pourrait expliquer la forte hétérogénéité des teneurs en métaux lourds relevées par l'EPA aux États-Unis dans la chair des poissons pêchés dans les grands fonds (sabres, grenadiers et empereurs) mis sur le marché : certains semblent très « propres » alors que d'autres se montrent très pollués, peut-être parce qu'ils ont mangé des cadavres de grands mammifères marins carnivores.

### Un écosystème en danger

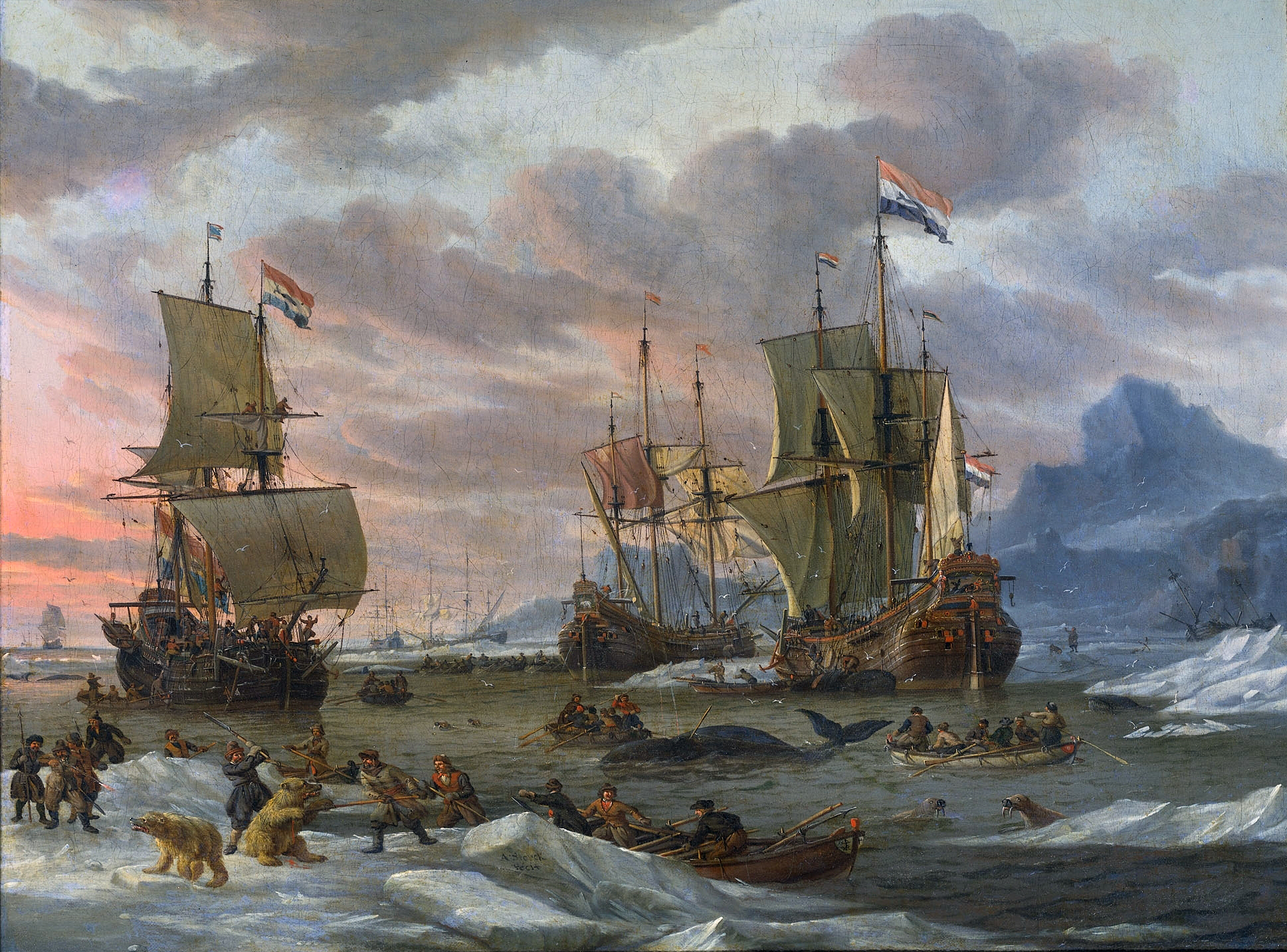
Chasse à la baleine, Abraham Storck.

Cet écosystème découvert très récemment s'avère déjà en danger. Les populations de cétacés ont diminué d'au moins 75 % avec l'avènement de la pêche industrielle au XIXe siècle, l'appauvrissement de leurs principales sources de nourriture et la chasse à la baleine. Cette diminution provoque un important recul du nombre d'individus susceptibles de couler jusqu'au fond entraînant un déséquilibre de la chaîne alimentaire dans les abysses. Mais la méconnaissance et le manque de données ne permet pas d'évaluer avec précision l'impact de l'Homme sur cet écosystème. Toutefois, on estime qu'entre 65 et 90 % des écosystèmes formés par les carcasses de baleine ont disparu à cause de la chasse. Il semblerait que la survie de certaines espèces repose sur les carcasses de baleines, la chasse à la baleine serait donc à l'origine de l'extinction de certaines espèces des grands fonds,,.
En raclant le fond marin, le chalutage de fond détruit les habitats constitués par les carcasses de baleines de manière irréversible.